# Torremenga
Torremenga – gmina w Hiszpanii, w prowincji Cáceres, w Estramadurze, o powierzchni 12,15 km². W 2011 roku gmina liczyła 652 mieszkańców.